# Ilona Slupianek
Ilona Slupianek (dekliški priimek Schoknecht, poročena Briesenick in Slupianek), nemška atletinja, * 24. september 1956, Demmin, Vzhodna Nemčija.
Nastopila je na poletnih olimpijskih igrah v letih 1976 in 1980, ko je osvojila naslov olimpijske prvakinje v suvanju krogle. Na svetovnih prvenstvih je osvojila bronasto medaljo leta 1983, na svetovnih dvoranskih prvenstvih srebrno medaljo leta 1987, na evropskih prvenstvih dva zaporedna naslova prvakinje, na evropskih dvoranskih prvenstvih pa dve zlati ter po eno srebrno in bronasto medaljo. Dvakrat je postavila svetovni rekord v suvanju krogle leta 1980, veljal je štiri leta. Leta 1977 je prejela enoletno prepoved tekmovanja zaradi dopinga. 